# Martic Township
Martic Township est un township situé au sud-ouest de la partie centrale du comté de Lancaster, en Pennsylvanie, aux États-Unis,. En 2010, il comptait une population de 5 190 habitants.

## Démographie
Lors du recensement de 2010, le township comptait une population de 5 190 habitants. Elle est estimée, en 2018, à 5 217 habitants.